# Ricky Martin... Live Black & White Tour
Ricky Martin Live Black and White Tour — второй концертный альбом Рики Мартина, выпущенный на Sony BMG Norte. Он был записан во время его выступления на сцене José Miguel Agrelot Coliseum в Пуэрто-Рико 10 и 11 августа 2007 г. в качестве части его всемирного Black and White Tour.
Как и его предыдущий альбом MTV Unplugged, этот альбом был выпущен в формате CD/DVD, DVD и CD. Это также первый выпуск Мартина на Blu-ray.
Песня «Somos la Semilla», первая в альбоме A Medio Vivir продвинула альбом.

## Появление в чарте
Ricky Martin Live: Black and White Tour достиг топ-10 в испанском DVD чарте и аргентинском альбомном чарте и был сертифицирован Золотым в обеих странах. В США он достиг двенадцатой строки в Billboard's Top Latin Albums. В Мексике альбом достиг пика на двадцать четвёртой позиции и был сертифицирован Золотым.

## Список композиций
| №   | Название                                                 | Автор(ы) | Длительность |
| --- | -------------------------------------------------------- | --- | ------------ |
| 1.  | «Intro/Pégate/Raza de Mil Colores/Por Arriba, Por Abajo» | Р. Таваре, Дэнни Лопес, Ясмиль Марруфо, Хуан Висенте Замбрано, Луис Гомес Эсколар, Драко Роса, Цезарь Лемос, Карла Апонте, Дэвид Кабрера, Томми Торрес, Рики Мартин | 5:39         |
| 2.  | «I Don't Care/María Mix»                                 | Джо Картагена, Скотт Сторч, Шон Гаретт, Эсколар, К.К. Портер, Ян Блейк, Кабрера                                                                                     | 4:46         |
| 3.  | «Vuelve»                                                 | Франко де Вита | 5:07         |
| 4.  | «Revolución»                                             | Эсколар, Портер, Блейк | 4:15         |
| 5.  | «It's Alright»                                           | Лопес, Джордж Пахон, мл., Хаывьер Гарсия, Сорайя Ламилла | 4:32         |
| 6.  | «Livin' la Vida Loca»                                    | Эсколар, Дезмонд Чайлд, Роса | 3:53         |
| 7.  | «Somos la Semilla»                                       | Портер, Блейк, М. Тена | 4:07         |
| 8.  | «Rave Intro/Drop It on Me/Lola, Lola/The Cup of Life»    | will.i.am, Пахон, М. Смит, Мартин, Дэдди Янки, Мохандес Деуеэс, Эсколар, Портер, Роса, Чайлд, Кабрера, Гэд, Робинсон, Салданья                                      | 12:20        |
| 9.  | «Tal Vez»                                                | Вита | 4:34         |
| 10. | «Tu Recuerdo» (при участии Ла Мари из Chambao)           | Торрес | 5:42         |

| №   | Название                                                 | Длительность |
| --- | -------------------------------------------------------- | ------------ |
| 1.  | «Intro/Pégate/Raza de Mil Colores/Por Arriba, Por Abajo» |              |
| 2.  | «This Is Good»                                           |              |
| 3.  | «Indonesian Transition»                                  |              |
| 4.  | «Jaleo»                                                  |              |
| 5.  | «I Don't Care/María Mix»                                 |              |
| 6.  | «Hindu Transition»                                       |              |
| 7.  | «Vuelve»                                                 |              |
| 8.  | «Gracias por Pensar en Mi»                               |              |
| 9.  | «Fuego de Noche, Nieve de Día»                           |              |
| 10. | «She's All I Ever Had/Bella»                             |              |
| 11. | «Rebirth Intro»                                          |              |
| 12. | «Revolución»                                             |              |
| 13. | «It's Alright»                                           |              |
| 14. | «Livin' La Vida Loca»                                    |              |
| 15. | «Somos la Semilla»                                       |              |
| 16. | «Asignatura Pendiente»                                   |              |
| 17. | «Rave Intro»                                             |              |
| 18. | «Drop It on Me/Lola Lola/La Bomba»                       |              |
| 19. | «The Cup of Life»                                        |              |
| 20. | «Tal Vez»                                                |              |
| 21. | «Tu Recuerdo» (при участии Ла Мари из Chambao)           |              |

| №   | Название            | Длительность |
| --- | ------------------- | ------------ |
| 22. | «Behind the scenes» |              |
| 23. | «Видеосцены с шоу»  |              |

## Чарты и сертификации
| Чарт (2007)                   | Наивысшая позиция |
| ----------------------------- | ----------------- |
| Argentinian Albums Chart      | 3                 |
| Mexican Albums Chart          | 24                |
| Spanish DVD Chart             | 2                 |
| US Billboard Top Latin Albums | 12                |
| US Billboard Latin Pop Albums | 7                 |
| US Billboard Top Music Video  | 11                |

| Страна    | Сертификация    |
| --------- | --------------- |
| Аргентина | Золото (CD)     |
| Аргентина | Золото (CD+DVD) |
| Мексика   | Золото (CD)     |
| Испания   | Золото (DVD)    |

## История релиза
| Регион | Дата            | Лейбл            | Формат       | Каталог              |
| ------ | --------------- | ---------------- | ------------ | -------------------- |
| США    | 6 ноября 2007   | Sony BMG Norte   | CD           | 8869717490           |
| США    | 6 ноября 2007   | Sony BMG Norte   | DVD          | 40459                |
| США    | 6 ноября 2007   | Sony BMG Norte   | CD/DVD       |                      |
| Европа | 16 ноября 2007  | Columbia         | CD           | 88697174902          |
| Япония | 20 февраля 2008 | Sony Music Japan | CD/DVD       | SICP-1747～SICP-1748 |
| США    | 25 ноября 2008  | Norte            | Blu-ray Disc |                      |